# Jurrien van Boeckholt

Wapen van Jurrien van Boeckholt

Jurrien van Boeckholt of George van Boeckholt tot Aldenhove was richter in het richterambt van Doesburg, hopman van diverse garnizoenen (hij was onder andere gelegerd in Elburg), en drost van Bredevoort en lid van de ridderschap van Zutphen.

## Levensloop
Jurrien was een zoon van Herman van Boeckholt, de landdrost van het graafschap Zutphen en Georgia van Hilvelich. Jurien trouwde met Cunne van Erp met wie hij vier dochters kreeg.